# Ивановское-Безобразово
Ива́новское-Безобра́зово — усадьба XVIII—XIX веков, расположенная в селе Ивановское Волоколамского района Московской области. Объект культурного наследия федерального значения.
Находится в 4,5 км от Волоколамска.

## История
До 1917 года усадьба являлась родовым имением Безобразовых. Временем основания усадьбы считается вторая половина XVIII века. Первым владельцем был действительный статский советник О. И. Безобразов. Архитектурный ансамбль усадьбы начал складываться в 1770-е — 1780-е годы, когда ей владел кригс-комиссар М. О. Безобразов. В первой четверти XIX века была перестроена парадная часть усадьбы. Во второй половине XIX столетия усадьбой владел уже А. М. Безобразов, позже владение перешло к его племяннице А. М. Безобразовой. С конца XIX века Ивановским-Безобразовым владел А. Ф. Безобразов, получивший позднее титул графа Чернышёва-Безобразова, с 1911 года — его наследники.
После революции в усадьбе разместился аграрный техникум (ныне Волоколамский аграрный техникум «Холмогорка»), его учебные здания и общежитие. Во время Великой Отечественной войны в подвале главного дома был госпиталь. На территории усадьбы шли бои. Позднее для техникума рядом были построены новые здания, а усадебные здания опустели и стали разрушаться. В 2015 году заброшенная усадьба был включена в программу льготной аренды, но реставрация не началась. В 2016 году главный дом горел.

## Архитектура
Усадебный ансамбль построен в стиле классицизм с элементами неоготики. Архитекторы неизвестны (скорее всего, крепостные), ими были использованы некоторые мотивы казаковской школы. Здания построены из кирпича и оштукатурены.
До настоящего времени сохранились главный дом, два служебных и два жилых флигеля, ограда и ворота, частично — усадебный парк, а также более поздние погреб и водонапорная башня. Помимо этого, сохранилась двухбашенная Знаменская церковь (возведена в 1783 году) и надгробия владельцев усадьбы. Архитекторы подчёркивают внешнюю связь между Знаменской церковью и церковью Лазаревского кладбища в Москве. Здания в основном заброшены и руинированы.
Усадьба сооружена на пологом берегу реки Ламы, вдоль подъездной дороги. По планировке сходна с усадьбой Ярополец Чернышёвых. На главной планировочной оси находятся церковь, ворота, парадный двор, главный дом, а за ним — партерные пруды. Двор ограничен симметричными боковыми флигелями. За ними располагались комплексы хозяйственных построек, из которых хорошо сохранился западный. Ранее существовавший пейзажный парк вырублен, пруды заросли.
Главный усадебный дом большой, в два этажа на сводчатом подвале. Первоначально был одноэтажным в стиле барокко, перестроен в начале XIX века в стиле позднего классицизма, приобрёл полуротонды с боковых сторон. Фасады разделены только по горизонтали — междуэтажным поясом. Посередине главного фасада находится низкий портик тосканского ордера, над которым была веранда. Утрачен второй портик с полукруглым выступом, со стороны парка, и фронтоны над обоими портиками. Внутри здание было перестроено, первоначальная анфилада сохранилась в подвальном этаже вдоль паркового фасада. Частично сохранился вестибюль и смежный с ним парадный зал.
Боковые флигели были жилыми. В 1770-х гг. они построены одноэтажными, в начале XIX века надстроены вторым этажом. Их декор в духе позднего классицизма скромный. Интересны их торцевые фасады, обращённые к дороге, с портиком из пилястр тосканского ордера. Над ними — фронтоны с полуциркульными чердачными окнами. Портики имеют белокаменный декор более тонкой работы, чем прочие детали из оштукатуренного кирпича. Во флигелях балочные перекрытия, первоначальная планировка и интерьеры не сохранились.
Пилоны ворот с лицевой стороны имеют ниши посередине, фланкированные тосканскими колоннами. Со стороны двора они выглядят как полубашни, на них могли располагаться скульптуры. Сохранились цоколь и круглые столбы ограды, а деревянные звенья ограды и полотна ворот относятся к 1960-м гг. Карнизы пилонов, базы и капители колонн, вазы на столбах охраны выполнены из белого камня, остальные части сооружения — из оштукатуренного кирпича
Хозяйственные флигели сохранили отделку 1780-х гг. с чертами классицизма и неоготики. В отделке центральной части фасадов двух корпусов, выходящих к подъездной дороге, можно увидеть подражание формам Петровского путевого дворца. Над портиками, увенчанными стрельчатой аркадой, ранее был фигурный фронтон с центральным и боковыми пинаклями. Восточный корпус ранее имел кирпичные решётки в готических проёмах окон. Элементы декора выделяет ленточный руст. Аналогичны небольшие парные флигели на хозяйственном дворе, со стрельчатыми арками в первом этаже и квадратными нишами с круглыми медальонами — во втором. Восточный флигель расширен в XIX веке. Другие служебные здания сильно перестроены, одно из них сохранило в торце портик из пилястр, ещё одно — сводчатый погреб.